# Cantó de Château-du-Loir
El cantó de Château-du-Loir és un cantó francès del departament de Sarthe, situat al districte de La Flèche. Té 11 municipis i el cap es Château-du-Loir.

## Municipis
- Beaumont-Pied-de-Bœuf
- Château-du-Loir
- Dissay-sous-Courcillon
- Flée
- Jupilles
- Luceau
- Montabon
- Nogent-sur-Loir
- Saint-Pierre-de-Chevillé
- Thoiré-sur-Dinan
- Vouvray-sur-Loir

## Història
| Data d'elecció                           | Identitat          | Partit           | Qualitat |
| ---------------------------------------- | ------------------ | ---------------- | -------- |
| 1945-1970                                | Henri Goude        | RI               |          |
| 1964-1970                                | Jean-Marie Renauld | Divers gauche    |          |
| 1970-1976                                | Henri Goude        | Divers droite    |          |
| 1976-1982                                | Pierre Thomas      | PCF              |          |
| 1982-1988                                | Pierre Boisjean    | UDF-PR           |          |
| 1988-2001                                | Daniel Mâcheton    | PS               |          |
| 2001-                                    | Béatrice Pavy      | RPR, després UMP |          |
| les dades anteriors no són pas conegudes |                    |                  |          |
|                                          |                    |                  |          |

## Demografia
| A partir de 1990: Població sense dobles comptes |